# 에우헤니오 레알
에우헤니오 레알 바르가스(스페인어: Eugenio Leal Vargas, 1954년 5월 13일, 카스티야-라 만차 주 카리체스 ~)는 스페인의 전직 축구 선수로, 현역 시절 미드필더로 활약했다.
그는 현역 시절 12년의 대부분을 아틀레티코 마드리드에서 보냈는데, 230번 이상의 공식 경기에 출전해 2차례 라 리가 우승을 거두었다.
그는 1년 동안 스페인 국가대표팀에서 활약하며 1978년 월드컵에 자국을 대표로 참가한 적도 있다.

## 클럽 경력
레알은 카스티야-라 만차 주 톨레도 도 카리체스 출신으로, 아틀레티코 마드리드 유소년부를 졸업했다. 1군과 아마추어 2군 선수단을 왕래하던 그는 또다른 라 리가 구단인 스포르팅 히혼으로 임대되었다가 1973-74 시즌 말에 비센테 칼데론으로 복귀했는데, 이는 외국인 선수가 출전할 수 없는 당시 코파 델 레이 규정에 따라 출전할 선수가 필요했기 때문이었다. 그는 처음에 공격수로 활약했지만, 감독이자 전직 동료였던 루이스 아라고네스가 그를 미드필더로 전향했다.
레알은 레알 마드리드와의 더비 경기에서 후안 솔에 넘어져 무릎 인대 부상을 당했고, 이후에도 후유증을 완전히 극복하지 못했다. 그는 1982년 6월에 2년 동안 8경기 출전에 그쳤던 매트리스 제작자들을 떠나 사바델로 이적해 세군다 디비시온 강등을 막게 되었지만, 완수하지 못했고, 결국 29세로 현역에서 은퇴했다.
레알은 아틀레티코의 1972-73 시즌과 1976-77 시즌의 리그 우승 주역이었는데, 이 두 시즌에 도합 42번의 경기에 출전해 4골을 기록했다. 은퇴 후, 그는 그라나다에 정착하여 주식 중계인이 되었다.

## 국가대표팀 경력
레알은 스페인 국가대표팀 경기에 13번 출전했는데, 첫 국가대표팀 경기는 1977년 4월 16일, 0-1로 패한 루마니아와의 월드컵 예선전 경기였다. 6개월 후, 그는 같은 무대에서 같은 상대를 마드리드에서 맞이하여 2-0으로 이기는 골을 기록했다.
쿠벌러 라슬로 감독은 그를 아르헨티나에서 열리는 대회 본선에 이름을 올렸는데, 레알은 3번의 경기에 출전했으나 조별 리그 탈락을 박지는 못했다.

### 국가대표팀 득점 목록
| #  | 날짜             | 경기장                        | 상대     | 점수 | 최종결과 | 대회                 |
| -- | ---------------- | ----------------------------- | -------- | ---- | -------- | -------------------- |
| 1. | 1977년 10월 26일 | 스페인 마드리드 비센테 칼데론 | 루마니아 | 1–0  | 2–0      | 1978년 월드컵 예선전 |

## 수상
아틀레티코 마드리드
- 라 리가: 1972–73, 1976–77
- 코파 델 헤네랄리시모: 1975–76
- 인터콘티넨털컵: 1974